# Удовиченко Олександр Іванович
Олександр Іванович Удовиченко (20 лютого 1887, Харків — 19 квітня 1975, Ментенон, Франція) — український військовий і громадський діяч, генерал-полковник Армії УНР в еміграції, віцепрезидент УНР в екзилі в 1954 — 1961 роках.
Відповідно до українського законодавства є борцем за незалежність України у XX столітті.

## Життєпис
Народився в Харкові в родині офіцера царської армії; його батько походив із селянської родини Черкаської волості Лівенського повіту Орловської губернії, служив у війську, дослужився до підполковника та до особистого дворянства.
Мав старшого на 3 роки брата: Удовидченко (Удовиченко) Микола — військовий топограф, капітан російської армії, затим генерал-хорунжий армії УНР.
У дитинстві виховувався в Санкт-Петербурзі в дитячому притулку принца Ольденбурзького, одержав там середню освіту.
До 1917 року (включно) мав прізвище Удовидченко.

### Служба в російській армії
Закінчив Військово-топографічне училище (1908), служив у Корпусі військових топографів російської імператорської армії. На початку Першої світової війни переведений до 129-го Бесарабського полку, у складі якого брав участь у бойових діях, був поранений. У 1917 році закінчив перший прискорений курс Миколаївської військової академії в Петрограді. У 1917 році — старший ад'ютант штабу 21-ї піхотної дивізії і старший ад'ютант штабу 3-го Кавказького корпусу, штабс-капітан. Нагороджений Георгіївською зброєю.

#### На хвилі українізації
Після Лютневої революції брав активну участь в українському національному русі, зокрема в з'їзді воїнів-українців 3-ї армії в місті Несвіжі і в I і II Всеукраїнських військових з'їздах. У серпні-вересні 1917 року — голова української ради 3-го Кавказького корпусу, брав участь в українізації частин 3-го Кавказького корпусу й очолював Українську корпусну раду. Після погроз з боку більшовиків був змушений виїхати до Києва.

### На службі в українській армії

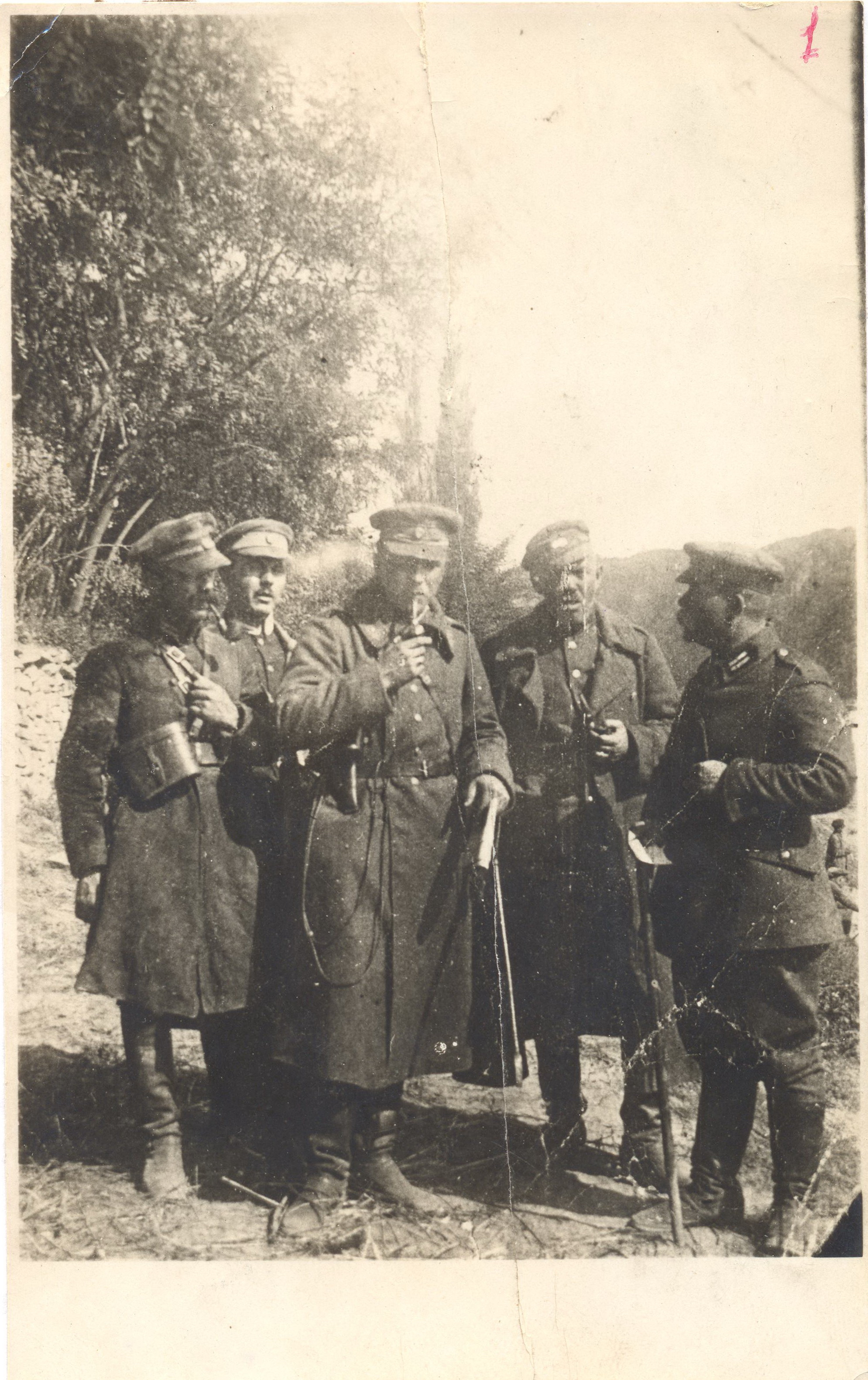
Олександр Удовиченко (в центрі) на позиції неподалік Дністра. (1920)

Уряд Директорії та вище командування Армії УНР після наради в Ялтушкові, 7.11.1920 р.
Перший ряд: Іван Омелянович-Павленко (1), Симон Петлюра (2), Михайло Омелянович-Павленко (3), Гаврило Базильський (4).
Другий ряд: Андрій Лівицький (5), Олександр Саліковський (6).
Третій ряд: Євген Архипенко (7), Олександр Удовиченко (8), Олексій Галкин (9), Олександр Загродський (10), Пінхас Красний (11), Марко Безручко (12), Андрій Долуд (13), Петро Ліпко (14), Андрій Гулий-Гуленко (15), Сергій Тимошенко (16)

Українські ветерани Армії УНР, Візен-Шалетт-сюр-Луан, Франція, 1936 рік.
Сидять (зліва направо): 1. Олександр Свенціцький, 2. Петро Пашин, 3. Юрій Бацуца, 4. Олександр Удовиченко, 5. М. Левицький, 6. Павло Бушило, 7. Дем'ян Долотій, 8. Микола Ковальський.
Стоять (зліва направо): 9. Ілько Шаповал, 10. Михайло Левицький, 11. Михайло Пастушенко, 12. Володимир Говорів, 13. Дмитро Бакум, 14. Володимир Григораш, 15. Яків Тимошенко, 16. Тадей Нетреба, 17. Дмитро Климів, 18. Галаган, 19 або 21. Іван Кислиця, 22. Михайло Сачок, 23. Іван Охмак, 24. Єфрем Балинський, 25. Антін Більський

З жовтня 1917 року — військовий радник Симона Петлюри. На початку 1918 року як начальник штабу Гайдамацького Коша Слобідської України відзначився у боях за Арсенал у Києві.
З 12 березня по 1 квітня 1918 року — командир 3-го Гайдамацького полку армії УНР. Потім — помічник начальника розвідувальної частини (Василя Тютюнника) оперативного відділу Української держави (за гетьмана Павла Скоропадського). У червні 1918 року підвищений до рангу полковника. З 31 жовтня 1918 — голова відділу з формування Окремої армії при Головному управлінні Генерального штабу Української держави.
З 26 грудня 1918 року — генерал-квартирмейстер Холмсько-Галицького фронту військ Директорії, потім — Правобережного фронту Дієвої армії УНР. З березня 1919 року — начальник штабу Гуцульського коша Дієвої армії УНР. З 6 червня 1919 року — начальник 16-го піхотного загону Української Галицької армії, сформованого з наддніпрянських частин. 17 червня 1919 року загін був перейменований у 3-ю Окрему стрілецьку дивізію (потім 3-а Залізна піхотна дивізія — одна з найбоєздатніших частин армії УНР). У липні 1919 року відзначився як командир Третьої Залізної Стрілецької Дивізії у боях під Вапняркою. У грудні 1919 року потрапив у полон до білогвардійських військ Антона Денікіна в Одесі, звідки втік і діставшись Могилева-Подільського відновив Третю Залізну Стрілецьку дивізію, якою командував до відступу Армії УНР за Збруч в листопаді 1920 року.
З грудня 1920 року — генеральний інспектор армії УНР. Під час конфлікту між головним отаманом Симоном Петлюрою і частиною генералітету підтримував першого. З 5 жовтня 1920 року — генерал-хорунжий. З весни 1921 року — член Вищої військового ради УНР.

### В еміграції
У 1924 році переїхав з табору в Каліші до Франції, де працював робітником на шахтах. Через рік, після закінчення контракту, залишився там жити. У Франції включився в громадську і комбатантську працю: голова Товариства вояків УНР в еміграції, з 1953 року голова Європейської Федерації Українських Військових Організацій; міністр військових справ Виконавчого Органу Української Національної Ради і віцепрезидент уряду УНР в екзилі (1954 — 1961 роки).
Автор книг «Україна у війні за державність» (Вінніпеґ, 1954) і «Третя Залізна дивізія» (Нью-Йорк, 1971).

## Вшанування пам'яті

Удовиченко Олександр

- Вулиці, названі на честь Олександра Удовиченка, в кількох населених пунктах України.
- Провулок Олександра Удовиченка у місті Бровари Київської області.[2][3]
- 20 лютого 2017 року на державному рівні в Україні відзначався ювілей — 130 років з дня народження Олександра Удовиченка (1887—1975), генерал-полковника Армії УНР.[4]
- У місті Полтава провулок Гайдаренка перейменували на провулок Олександра Удовиченка.[5]
- У місті Дніпро вулицю Генерала Волівача перейменували на вулицю Генерала Удовиченка.[6]